# Dmitrij Venevitinov
Dmitrij Venevitinov, celým jménem Dmitrij Vladimirovič Venevitinov, rusky Дми́трий Влади́мирович Веневи́тинов (14jul./ 26. září 1805greg. Moskva – 15jul./ 27. března 1827greg. Petrohrad), byl ruský romantický básník a filozof. Venevitinov měl na svou dobu velmi specifické názory na vztah mezi člověkem a přírodou. Věřil, že náboženství, věda a umění jsou oblastmi lidského triumfu a že právě jejich rozvíjením se člověk odděluje od přírody a může být plně nazýván člověkem.

## Život
Dmitrij Venevitinov pocházel z urozeného rodu. V roce 1824 vstoupil na Moskevskou univerzitu. Stal se členem spolku moudrosti (Общество любомудрия), vedeného knížetem Vladimirem Odojevským, který se snažil uvádět do Ruska myšlenky Friedricha Schellinga. Venevitinovovy básně (kterých je čtyřicet) se většinou zabývají filozofickými tématy.
Venevitinov se 2. března silně nachladil, když lehce oblečený běžel z plesu . Zemřel 15. (27) března 1827 v Petrohradu obklopen přáteli, zřejmě na těžký zápal plic, ve věku 21 let. Pohřeb básníka se konal v kostele sv. Mikuláše Mořského. Tělo bylo odesláno do Moskvy. D. V. Venevitinov byl pohřben 2. dubna 1827 na hřbitově Simonovského kláštera v Moskvě. Pohřbu se zúčastnili Alexandr Sergejevič Puškin a Adam Mickiewicz.
Dne 22. července 1930, během likvidace nekropole a demolice Simonovského kláštera, byly ostatky D. V. Venevitinova exhumovány a znovu pohřbeny na Novoděvičím hřbitově.